# フェルディナント・ディドリクセン

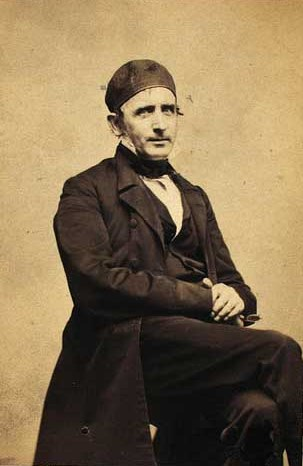
フェルディナント・ディドリクセン（1868年）

ディドリク・フェルディナント・ディドリクセン（Didrik Ferdinand Didrichsen、1814年7月3日 - 1887年3月18日）は、デンマークの植物学者、物理学者である。
コペンハーゲンに生まれ、父親は大工であった。外科学校で医学を学び、1840年に外科医の資格を得た。1845年から2年間にわたって、デンマーク政府のインド洋の旧植民地などの探検航海を行ったガラテア号（Galathea）の航海に船医の一人として参加し、植物学者のカンフューヴァナー（Bernhard Kamphøvener）の助手としても働いた。カンフューヴァナーが健康を損ない帰国すると植物の収集はディドリクセンが責任者となった。1849年に船医をやめ、陸軍で働いた後、1851年から、植物園で働いた。1858年から工科大学で植物学を教え、アンデシュ・サンデー・エルステッド（Anders Sandøe Ørsted）の後のコペンハーゲン大学の植物学の教授、植物園長になった。
多くの植物の分類学的研究を行い『コペンハーゲン自然史協会報告』（"Videnskabelige Meddelelser fra den Naturhistoriske Forening i Kjøbenhavn"）に論文を発表した。
トウダイグサ科の種、Croton didrichseniiなどに献名されている。

## 著書
- Plantas nonnullas musei Universitatis Hauniensis descripsit, 1854.
- For hundrede Aar siden : smaa Samlinger til et Tidsrum af den danske Botaniks Historie : særskilt Aftryk af "Naturhistorisk Tidsskrift", 3. R. 6. B., 1869.